# Коснарбоси
Коснарбо́си (чув. Куснарпуҫ) — деревня в Цивильском районе Чувашской Республики. Входит в состав Тувсинского сельского поселения.

## География
Находится в северной части Чувашии на расстоянии приблизительно 9 км на север по прямой от районного центра города Цивильск.

## История
Известна с 1867 года как выселок деревни Имельдешева (ныне не существует) с 48 жителями мужского пола. В 1897 году учтено 175 жителей, в 1926 — 42 двора, 197 жителей, в 1939—209 жителей, в 1979 — 84. В 2002 году было 23 двора, в 2010 — 24 домохозяйства. В период коллективизации был организован колхоз «Коснария», в 2010 году действовал СХПК «Память И. Н. Ульянова».

## Население
Постоянное население составляло 47 человек (чуваши 100 %) в 2002 году, 50 в 2010.